# Пала (Пейпсияэре)
Па́ла (эст. Pala) — деревня в волости Пейпсияэре уезда Тартумаа, Эстония. 
До административной реформы местных самоуправлений Эстонии 2017 года входила в состав волости Пала уезда Йыгевамаа и была её административным центром.

## География и описание
Расположена в 35 километрах к северо-востоку от уездного центра — города Тарту — и в 10 километрах к северо-западу от волостного центра — посёлка Алатскиви. Высота над уровнем моря — 72 метра.

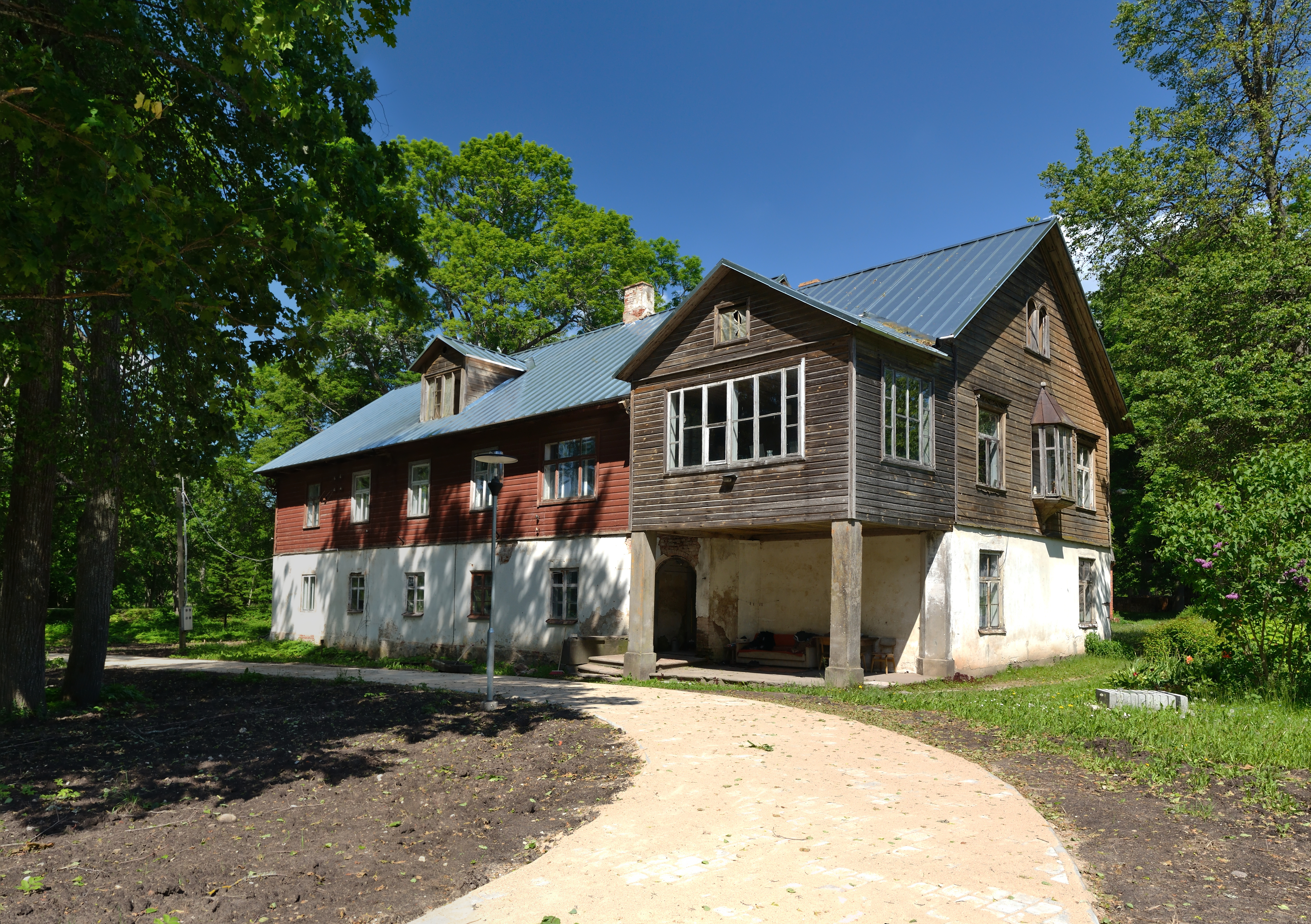
Главное здание мызы Пала

Через населённый пункт проходит шоссе Сааре—Пала—Кодавере.
Климат умеренный. Официальный язык — эстонский. Почтовый индекс — 49426.

## Население
По данным переписи населения 2011 года, в Пала проживали 211 человек, 205 (97,2%) из них — эстонцы.
По данным переписи населения 2021 года, в деревне проживали 206 человек, из них 198 (96,1 %) — эстонцы.
Численность населения деревни Пала по данным переписей населения:
| Год  | 1959 | 1970   | 1979  | 1989  | 2000  | 2011  | 2021  |
| ---- | ---- | ------ | ----- | ----- | ----- | ----- | ----- |
| Чел. | 176* | ↘ 159* | ↗ 257 | ↗ 342 | ↘ 247 | ↘ 211 | ↘ 206 |

* Деревня Пала и поселение Пала вместе.

## История
В письменных источниках впервые упомянута в 1582 году как Pallawes. 
Населённый пункт ранее состоял из двух частей: Сууре-Пала (эст. Suure-Pala, с эст. Большая Пала), которая в конце XVII века или самое позднее в 1701 году стала мызой Палла и была отделена от мызы Йегель (Йыэ, нем. Jaegel, эст. Jõe mõis) и Вяйке-Пала (эст. Väike-Pala, с эст. Малая Пала), которая позже была известна как деревня Пала. 
В 1819 году в деревне была открыта сельская школа.
После распределения мызных земель, в 1921 году образовалось поселение Пала (эст. asundus) которое в 1977 году было преобразовано в деревню (эст. küla). Историческая же деревня Пала, находившаяся к северо-западу от мызы, в 1977 году была объединена с деревней Хаавакиви.

## Инфраструктура
В деревне работают дом культуры, библиотека и основная школа-детсад имени Анны Хаава, эстонской поэтессы и переводчицы. В 2002/2003 учебном году в школе-детсаду насчитывалось 174 ученика, в 2009/2010 — 103.

### Комментарии
1. ↑  Эстонские топонимы, оканчивающиеся на -а, не склоняются и не имеют женского рода (исключение — Нарва)[6].